# Course-poursuite au cinéma
Pour les articles homonymes, voir Poursuite.
 (octobre 2015).
Si vous disposez d'ouvrages ou d'articles de référence ou si vous connaissez des sites web de qualité traitant du thème abordé ici, merci de compléter l'article en donnant les références utiles à sa vérifiabilité et en les liant à la section « Notes et références ».
Une course-poursuite au cinéma est une scène dans un film au cours de laquelle un ou plusieurs personnages en poursuivent un ou plusieurs autres, fréquemment au moyen de véhicules. La course-poursuite est généralement agrémentée d'accidents de parcours et d'obstacles, ce qui renforce son aspect spectaculaire.
Le genre du « film de course-poursuite » existe en tant que tel entre 1903 et 1909 dans des déclinaisons dramatiques ou comiques. Il tombe ensuite en désuétude, mais les courses-poursuites sont depuis devenues fréquentes dans les films d'action, les policiers, les westerns ou même les comédies.

## Éléments historiques
Les courses-poursuites apparaissent très tôt dans l'histoire du cinéma. Ce sont des cinéastes de l'École de Brighton qui les premiers filment des courses. James Williamson tourne ainsi Les régates de Henley en 1899 et Stop Thief en 1900. Ces cinéastes se font une spécialité des documentaires sur les courses de bateaux, de chevaux et sur les chasses à courre.
Au-delà de ces vues documentaires, la fiction s'empare de ce motif cinématographique et crée la course-poursuite. En 1903, Daring Daylight Burglary de Robert Mottershaw contient ainsi la première course-poursuite entre des cambrioleurs et un policier.
Les exemples britanniques font florès dans différents pays, suscitant la mode de véritables films de course-poursuite, appelés aussi Chase films, qui se déclinent dans des registres comiques ou dramatiques. Mais ceux-ci impliquent des coureurs et non des véhicules. Parmi eux, émergent en France les courses des sergents de ville, qui deviennent aux États-Unis les Keystone Cops, films burlesques où des policiers, de plus en plus nombreux mais maladroits, poursuivent vainement le protagoniste. Par exemple, l'une des plus fameuses courses-poursuites à pied est celle de Frigo déménageur (Cops, 1922) de Buster Keaton et Edward F. Cline.
Le motif essaime ensuite dans d'autres genres, tels que le film policier ou le film d'action, le film d'espionnage (notamment dans la série des James Bond), le film d'aventures (série des Indiana Jones). Le western s'en empare également, faisant des attaques de trains, de caravanes et de diligences des classiques du genre.
On considère généralement que la première course-poursuite moderne a été réalisée pour le film Bullitt (1968) de Peter Yates. Dans celui-ci, les caméras sont disposées à l'intérieur des voitures roulant réellement — et non en studio, avec le procédé de la transparence —, ce qui permet de placer le spectateur au cœur de l'action. Steve McQueen, l'acteur principal du film est vu au volant en train de conduire, même dans les moments les plus intenses.
Afin d’en accroître l’effet spectaculaire, des réalisateurs introduisent ensuite des éléments novateurs ou incongrus. Ainsi, les courses-poursuites ultérieures utilisent les véhicules les plus divers (bus, tanks, vélos, camion, etc.), incluant des changements de véhicules (éventuellement entre véhicules en mouvement), des poursuites à géométrie variable (l’un chassant l’autre, mais lui-même poursuivi par d’autres ou la police) ou des éléments externes dangereux (autres véhicules, circonstances atmosphériques, explosions, etc.).

## Scènes de course-poursuite notables

### Bullit(1968)
Dans Bullitt (1968) de Peter Yates, le lieutenant Bullitt (Steve McQueen), au volant de sa Ford Mustang Fastback V8 390 GT, poursuit à travers les rues et les alentours de San Francisco la Dodge Charger V8 440 des deux tueurs.

### French Connection(1971)
Dans French Connection (1971) de William Friedkin, le film augmente encore le réalisme par rapport à Bullitt puisque cette poursuite entre une voiture et un métro aérien se fait en plein centre-ville de New York, alors que les poursuites antérieures sont sans réelle interaction avec les éléments extérieurs (piétons, autres transports...). Mais la grande originalité de cette scène réside dans le fait qu'il s'agit d'une course-poursuite en ligne droite et sans aucune autorisation.

### Duel(1971)
Dans Duel (1971) de Steven Spielberg, premier téléfilm réalisé par Spielberg, l'unique sujet est une longue course poursuite sur les routes de Californie entre un représentant de commerce dans sa voiture défaillante, face à un camion conduit par un inconnu aux intentions meurtrières.

### Mad Max 2: Le Défi(1981)
Dans Mad Max 2 : Le Défi (1981) de George Miller, la poursuite finale du film entre Max et les pirates de la route est considérée comme l'une des plus grandes poursuites automobile de l'histoire du cinéma.

### Liste chronologique de films contenant des scènes de course-poursuite
Sauf mention particulière, les films suivants contiennent des courses-poursuites impliquant des voitures.
- 1961 : Un, deux, trois de Billy Wilder : une petite course-poursuite entre une Moskvitch 407 et une Mercedes-Benz 300.
- 1961 : Les 101 Dalmatiens (dessin animé) : poursuite d'un camion de déménagement par une  Mercedes-Benz 500k et une camionnette sur la route vers Londres.
- 1963 : L'Honorable Stanislas, agent secret de Jean-Charles Dudrumet : une Triumph TR4 est poursuivie par un avion léger Gardan GY-80
- 1965 : La Grande Course autour du monde de Blake Edwards.
- 1965 : Les Tribulations d'un Chinois en Chine de Philippe de Broca : poursuites à pied, dans des échafaudages, en ballon, en avion, en lit…
- 1965 : Le Corniaud de Gérard Oury : une Cadillac est poursuivie par des gangsters convoitant la cargaison cachée à l'intérieur (héroïne, or, diamants).
- 1966 : La Grande Vadrouille de Gérard Oury : course-poursuite entre des aviateurs britanniques dont le bombardier a été abattu au-dessus de Paris, deux civils Français qui les guident vers la Zone libre, et les soldats de la Wehrmacht qui veulent les capturer.
- 1968 : Bullitt de Peter Yates : course-poursuite entre une Ford Mustang et une Dodge Charger.
- 1968 : Le gendarme se marie de Jean Girault : course-poursuite en deux parties entre Ludovic Cruchot, interprété par Louis de Funès (tout d'abord au volant d'une  Simca Aronde Châtelaine de la gendarmerie de Saint-Tropez, puis avec le side-car de la Sœur Clotilde, interprétée par France Rumilly) et Fredo « Le Boucher » conduisant la Ford Mustang de Josépha, la future femme du héros (interprétée par Claude Gensac) qu'il a enlevée pour se venger de son arrestation par le gendarme.
- 1969 : L'or se barre de Peter Collinson : une course-poursuite entre des Mini Cooper, des motos et des voitures de police.
- 1971 : Duel de Steven Spielberg : l'argument central est la poursuite d'une voiture par un camion anonyme dont on ne verra jamais le conducteur.
- 1971 : French Connection de William Friedkin : poursuite entre une Pontiac LeMans et un métro.
- 1971 : Le Casse d'Henri Verneuil : poursuite en voiture dans les rues d'Athènes entre une  Fiat 124 special T et une  Opel Rekord A.
- 1972 : On s'fait la valise, Doc ? de Peter Bogdanovich : course-poursuite entre une Coccinelle, deux Cadillac (dont une  Fleetwood et une  DeVille) et un taxi. A la fois course haletante et frénétique (durant environ dix minutes) et une parodie du genre, principalement constituée de gags s'enchaînant à grande vitesse dans la grande tradition du cinéma muet burlesque (Buster Keaton entre autres). Souvent considérée comme la course-poursuite la plus hilarante de l'histoire du cinéma.
- 1973 : Quelques messieurs trop tranquilles de Georges Lautner : poursuite entre une  DS et un  Simca 1300 Break
- 1973 : Police Puissance 7 de Philip D'Antoni : poursuite entre une Pontiac Ventura et une Pontiac Grand Ville.
- 1974 : La Grande Casse de H. B. Halicki.
- 1975 : French Connection 2 de John Frankenheimer : poursuite finale à travers Marseille, à pied.
- 1977 : Cours après moi shérif de Hal Needham : longue poursuite entre la Pontiac Firebird Trans Am 1977 de Bo Darville alias « The Bandit » (Burt Reynolds), le shérif Buford T. Justice (Jackie Gleason) et toutes les forces de l'ordre des États du Sud des États-Unis traversés par le protagoniste (Texas, Louisiane, Mississipi, Alabama, Géorgie, etc.).
- 1980 : The Blues Brothers de John Landis : deux poursuites d'anthologie entre une Dodge Monaco et des  voitures de police : dans un centre commercial (dans le parking, puis dans la galerie marchande qui est quasiment détruite) et la séquence finale, peut-être le plus gros massacre de voitures de police de l'histoire du cinéma.
- 1981 : Mad Max 2 : Le Défi : poursuite finale du film entre Max et les pirates de la route.
- 1981 : Le Professionnel de Georges Lautner : poursuite mémorable entre la  Fiat 131 Mirafiori orange conduite par Joss Beaumont (Jean-Paul Belmondo) et une Peugeot 504 noire dans les rues de Paris.
- 1982 : E.T., l'extra-terrestre de Steven Spielberg : une poursuite à vélo qui se poursuit dans les airs.
- 1983 : Le Marginal de Jacques Deray : course-poursuite entre une Ford Mustang et une Plymouth Volaré entre Aubervilliers et les 18e et 13e arrondissements de Paris, qui se veut un hommage à celle de Bullitt.
- 1985 : Police fédérale Los Angeles de William Friedkin : poursuite à contre-sens sur une autoroute de Los Angeles entre une Chevrolet Impala 1981 conduite par Richard Chance (William Petersen, une Chevrolet Malibu 1981 et une Mercury Grand Marquis 1985.
- 1987 : L'Arme fatale de Richard Donner : poursuite nocturne entre Martin Riggs (Mel Gibson) courant à pied dans les rues de Los Angeles et une Oldsmobile Delta 1979, qui finira en flammes à la suite de coups de feu déclenchés par Riggs en direction de cette dernière.
- 1988 : Amsterdamned de Dick Maas.
- 1989 : L'Arme fatale 2 de Richard Donner : deux courses-poursuites, l'une au début entre la BMW d'un diplomate sud-africain, les voitures de la police de Los Angeles et la voiture familiale de la femme de Roger Murtaugh (Danny Glover) dans les rues du centre-ville, et l'autre sur une route sinueuse entre une dépanneuse et des voitures de police.
- 1991 : Terminator 2 : Le Jugement dernier de James Cameron : poursuite triple entre une motocyclette conduite par John Connor (Edward Furlong), un tracteur de semi-remorque conduit par le robot T-1000 (Robert Patrick) et une une moto Harley-Davidson conduite par le robot T-800 (Arnold Schwarzenegger).
- 1992 : L'Arme fatale 3 de Richard Donner : deux courses-poursuites. La première entre deux  fourgons blindés et la deuxième sur une autoroute de Los Angeles avec une moto de police Kawasaki KZ 1000 conduite par Martin Riggs (Mel Gibson).
- 1993 : L'Impasse de Brian De Palma : une poursuite finale à pied d'anthologie qui dure environ 30 minutes et constitue un film dans le film.
- 1994 : Speed de Jan de Bont : poursuite entre l'autobus piégé par une bombe et les voitures de la police de Los Angeles sur les autoroutes de la ville ; le bus finira sa course dans l'aéroport, entrant en collision avec un avion alors que la bombe explose.
- 1995 : Bad Boys de Michael Bay : poursuite entre la Porsche 911 de Mike Lowrey (Will Smith) et l'AC Shelby Cobra de Fouquet (Tchéky Karyo) vers la fin du film.
- 1995 : Toy Story de John Lasseter et Pete Docter : poursuite entre le camion de déménagement et une fusée sur laquelle se trouvent Woody et Buzz à travers les rues d'un quartier pavillonnaire.
- 1995 : Une journée en enfer de John McTiernan : course-poursuite entre une Mercedes-Benz empruntée par John McClane (Bruce Willis) et Zeus (Samuel L. Jackson) et un pick-up Dodge Ram utilisé par des terroristes à travers une autoroute de Long Island, les deux véhicules font une sortie de route, le pick-up part en tête à queue et finit sa course contre un arbre, alors que la Mercedes fait des tonneaux et finit sur le toit.
- 1996 : Independence Day de Roland Emmerich : poursuite aérienne entre le chasseur de Steven Hiller (Will Smith) et un vaisseau extraterrestre au-dessus de la vallée du Colorado.
- 1997 : Le Cinquième Élément de Luc Besson : poursuite au milieu du trafic aérien.
- 1998 : L'Arme fatale 4 de Richard Donner : course-poursuite d'anthologie sur l'autoroute entre une Mercedes-Benz appartenant à un membre d'une triade chinoise et une Pontiac Grand Am 1999.
- 1998 : Taxi de Gérard Pirès : poursuite entre la Peugeot 406 de Daniel Morales (Samy Naceri) et les deux Mercedes-Benz du gang allemand de braqueurs de banques dans les rues de Marseille, puis sur l'autoroute. La poursuite se termine sur un pont en chantier où les Mercedes sont bloquées après un saut périlleux, le taxi freinant de justesse avant le trou.
- 1998 : Godzilla de Roland Emmerich : poursuite entre une Chevrolet Caprice de 1992 (un taxi new-yorkais) et Godzilla dans les rues de New York, qui se finira sur le pont de Brooklyn détruit par le monstre, abattu par les missiles de l'armée américaine pour s'écraser sur le taxi.
- 1998 : Ronin de John Frankenheimer : poursuite dans les rues de Nice et ses environs entre une Audi 100, une Citroën XM, une  Mercedes-Benz Classe S W116 et deux Peugeot 605 qui seront détruites dans des explosions ; puis poursuite dans les rues de Paris entre une Peugeot 406 conduite par Robert De Niro et Jean Reno et une BMW Série 5 E34 conduite par Deirdre (Natascha McElhone). La poursuite se finira non loin de la Grande Arche de la Défense où la voiture s'écrasera sur le toit après avoir fini sa course dans une zone de travaux, et sera détruite par une explosion.
- 1999 : Toy Story 2 de John Lasseter et Pete Docter : poursuite dans les rues de la ville entre la voiture d'Al et celle de Pizza Planet.
- 2000 : Taxi 2 de Gérard Krawczyk : poursuite dans les rues de Paris entre la Peugeot 406 de Daniel Morales (Samy Naceri) et les trois Mitsubishi Lancer Evolution VI des yakuzas japonais, puis la police ; la poursuite se soldera par un carambolage des véhicules de police sur le Pont de Bir-Hakeim et se termine au niveau de la Porte Dauphine où le taxi volera par-dessus les tanks de l'armée française, alors qu'une des trois Evos s'écrasera contre un d'entre eux.
- 2000 : Mission impossible 2 de John Woo.
- 2000 : 60 secondes chrono de Dominic Sena, remake de La Grande Casse (1974).
- 2000 : Charlie et ses drôles de dames de McG : poursuite entre deux voitures de course Indy Car (équivalent américain de la Formule 1) dans les rues de Los Angeles ; se finira sur le Vincent Thomas Bridge où les voitures entreront en collision, l'une d'entre elles finira par tomber dans l'Océan Pacifique.
- 2001 : Driven de Renny Harlin : course-poursuite nocturne entre deux Formule 1 dans les rues de Chicago.
- 2001 : Fast and Furious : plusieurs courses poursuites tout au long du film.
- 2002 : Minority Report de Steven Spielberg : poursuite au milieu des véhicules.
- 2002 : La Mémoire dans la peau de Doug Liman : poursuite d'anthologie dans les rues de Paris entre une Mini Cooper conduite par Jason Bourne (Matt Damon) et des voitures de la police française.
- 2002 : Star Wars, épisode II : L'Attaque des clones de George Lucas : poursuite aérienne sur la planète Coruscant.
- 2003 : 2 Fast 2 Furious : plusieurs courses-poursuites dans les rues de Miami et ses environs.
- 2003 : Matrix Reloaded des Wachowski : poursuite sur une autoroute entre une Cadillac CTS, une Cadillac Escalade EXT, des Chevrolet Caprice de la police et une Pontiac Firebird de 1967 conduite par Jada Pinkett Smith.
- 2003 : Bad Boys 2 de Michael Bay : plusieurs poursuites en voiture tout au long du film, notamment dans les rues du centre-ville de Miami, puis sur une autoroute entre une GMC Yukon conduite par Sydney Burnett (Gabrielle Union), une Ferrari Maranello conduite par Mike Lowrey (Will Smith), les voitures d'un gang d'Haïtiens, puis avec un camion transportant des voitures qui seront lancées sur la route des voitures de la police de Miami et une Buick Roadmaster de 1992, puis entre une Cadillac CTS et un fourgon transportant des cadavres destinés à une morgue, et enfin entre un Hummer H2 et un Land Rover 1971 sur les routes de Cuba qui finira à proximité de Guantánamo.
- 2003 : Braquage à l'italienne de F. Gary Gray, remake de L'or se barre (1969) : poursuite en bateau dans les canaux de Venise, puis avec les Mini Cooper dans les rues de Los Angeles.
- 2004 : La Mort dans la peau de Paul Greengrass : poursuite entre un Maruti Gypsy de 1992 conduite par Jason Bourne (Matt Damon) et une Hyundai Sonata de 2001 dans les rues de Goa en Inde, qui se finira par la chute du Gypsy dans une rivière entraînant la mort de Marie (Franka Potente). Puis une poursuite mémorable dans les rues de Moscou entre un taxi, des voitures de la police russe et une Mercedes-Benz Classe G.
- 2005 : Batman Begins de Christopher Nolan : course-poursuite nocturne dans les rues de Gotham City entre la Batmobile et les voitures de police de la ville.
- 2005 : Initial D de Andrew Lau.
- 2005 : The Island de Michael Bay : course-poursuite sur une autoroute.
- 2005 : Mr. and Mrs. Smith de Doug Liman : course poursuite entre une Dodge Grand Caravan 2001 conduite par les personnages titres (Brad Pitt et Angelina Jolie) et des BMW Série 5 sur une autoroute entre trois Dodge Magnum, un Hummer H2 et un camion qui se soldera par la destruction de tous ces véhicules.
- 2006 : Apocalypto de Mel Gibson : course poursuite de longue haleine à pied en pleine jungle.
- 2006 : Fast and Furious: Tokyo Drift de Justin Lin : course poursuite entre une Dodge Viper 2003 conduite par Clay (Zachery Ty Bryan) et une Chevrolet Monte Carlo 1970 conduite par Sean Boswell (Lucas Black) à travers un chantier de construction de maisons neuves en Arizona qui se terminera par la collision de la Viper contre des tuyaux de construction alors que la Monte Carlo sera détruite à la suite de tonneaux0. Puis course poursuite dans les rues de Tokyo entre une Mitsubishi Lancer Evolution de 2006 conduite par Sean Boswell, une Mazda RX-7 conduite par Han Seoul-Oh (Sung Kang) et des Nissan 350Z qui se soldera par la mort de Han lorsque la RX-7 sera percutée de plein fouet par une Mercedes-Benz Classe S et explosera en flammes. Enfin, une poursuite entre une Nissan 350Z conduite par Takahashi (Brian Tee) et une Ford Mustang de 1967 conduite par Sean Boswell, la 350Z finissant sur le toit après une chute.
- 2007 : Boulevard de la mort de Quentin Tarantino : course poursuite entre une Dodge Charger 1969 conduite par Stuntman Mike (Kurt Russell) et une Dodge Challenger 1970 conduite par une bande de filles.
- 2007 : Tous à l'Ouest de Olivier Jean-Marie : course-poursuite en plein centre de New York entre un tramway et des voitures de police.
- 2007 : La Vengeance dans la peau de Paul Greengrass : course-poursuite dans les rues de New York entre une Chevrolet Impala de la police de la ville et une Volkswagen Touareg.
- 2008 : Angles d'attaque de Pete Travis : poursuite en voiture dans les rues et les ruelles de Salamanque en Espagne, à bord d'une Opel Astra conduite par l'agent des services secrets américain Thomas Barnes (Dennis Quaid). Le film étant tourné au Mexique, l'Astra est en fait badgée Chevrolet.
- 2008 : Max la Menace (film) de Peter Segal : course-poursuite dans une autoroute, puis sur une voie ferrée de Los Angeles avec un GMC Yukon qui entrera en collision avec un train de marchandises et explosera en flammes.
- 2009 : Fast and Furious 4 de Justin Lin : course poursuite nocturne dans les rues de Los Angeles entre une Nissan Skyline de 1999 conduite par Brian O'Conner (Paul Walker), une Chevrolet Chevelle de 1970 conduite par Dominic Toretto (Vin Diesel), une BMW M5 de 2001 et une Nissan 240SX de 1995. Puis une autre poursuite dans le désert mexicain et à travers un tunnel passant à travers la frontière entre le Mexique et les États-Unis, entre une Subaru Impreza WRX STi de 2009 conduite par Brian O'Conner, une Dodge Charger 1970 conduite par Dominic Toretto et les voitures des complices d'Arturo Braga (John Ortiz).
- 2009 : G.I. Joe : Le Réveil du Cobra de Stephen Sommers : course-poursuite dans les rues de Paris entre un Hummer H2 et un van (Opel Movano, qui constitue le nouveau record du plus grand nombre de voitures détruites dans un film. Cette scène a été en réalité tournée à Prague (République Tchèque).
- 2010 : Crazy Night de Shawn Levy : course poursuite nocturne dans les rues de New York entre un taxi jaune et une Audi R8, le taxi finissant sa course dans l'East River.
- 2010 : Kiss and Kill de Robert Luketic : course-poursuite entre un Ford F-150 2005 conduite par Spencer et Jen (Ashton Kutcher et Katherine Heigl) et une Pontiac Firebird Trans Am 1979 dans une banlieue résidentielle du Sud des États-Unis.
- 2010 : Night and Day de James Mangold : deux courses-poursuites dans le film. La première, dans les rues de Boston entre une Mercury Grand Marquis 2006 du gouvernement américain et un Chevrolet Suburban appartenant aux services secrets américains, et la deuxième dans une ville espagnole entre une Ducati Hypermotard (en réalité une Aprilia SXV 550) pilotée par Roy Miller (Tom Cruise) et June Havens (Cameron Diaz), une Mercedes-Benz SLK et trois Smart Roadster qui seront détruites durant un lâcher de taureaux.
- 2010 : Salt de Phillip Noyce : course-poursuite entre des Chevrolet Tahoe et Suburban dans les rues de New York.
- 2011 : Fast and Furious 5 : course-poursuite dans les rues de Rio de Janeiro entre des Dodge Charger 2010 tractant un coffre-fort géant et conduites par Brian O'Conner (Paul Walker) et Dominic Toretto (Vin Diesel) et les voitures de la police brésilienne qui seront détruites durant cette dernière (de même que le hall d'entrée d'un immeuble de bureaux et plusieurs voitures stationnées), ainsi que le Volkswagen Touareg d'Hernan Reyes (Joaquim de Almeida) qui sera détruit par une des deux Charger et le véhicule blindé de Luke Hobbs (Dwayne Johnson). Cette course-poursuite a été en réalité tournée essentiellement à San Juan (Porto Rico).
- 2011 : Comment tuer son boss ? de Seth Gordon : course-poursuite nocturne entre une Volkswagen Jetta 2011 et un Cadillac Escalade 2007 dans les rues de Los Angeles, qui soldera par une collision latérale entre les deux véhicules.
- 2011 : Drive de Nicolas Winding Refn : poursuite sur une route californienne entre une Ford Mustang 2011 conduite par « Driver » (Ryan Gosling) et une Chrysler 300 2006.

## Sur l'eau
Une longue et haletante scène de course poursuite, figure dans un thriller anglais de 1971 : Puppet on a chain, tiré d'un roman d'Alistair Mac Lean. Sur fond de trafic de drogue à Amsterdam, un agent du Narcotic bureau américain (incarné par l'acteur suédois Sven - Bertil Taube) pourchasse un inquiétant tueur à gages (Peter Hutchins), impeccablement vêtu d'un complet blanc et coiffé d'un Borsalino immaculé. La poursuite, émaillée de péripéties et de cascades impressionnantes se déroule dans le dédale des bras de mer et des canaux d'Amsterdam. Après maints rebondissements (dont un saut par-dessus une péniche) le tueur finit par s'auto-éliminer lorsque son canot s'écrase en flammes contre la porte d'une écluse. Le runabout de course jaune vif piloté par Sven Bertil Taube est une coque fabriquée par William Shakespeare (un homonyme du dramaturge), coureur et constructeur motonautique maintes fois titré (notamment aux Six Heures de Paris) et décédé en course à 41 ans.) les deux protagonistes utilisent des moteurs Mercury 50 Cv.
Cette scène a été tournée à nouveau par le réalisateur néerlandais Dick Maas et figure dans son film de 1988, Amsterdamned. Le scénario tourne autour d'un homme grenouille-tueur en série qui massacre ses victimes avec un poignard de plongée. La scène de course poursuite ménage aussi des intermèdes comiques qui relâchent la tension, lorsque les deux poursuivants bousculent et aspergent d'innocents plaisanciers amstellodamois... dont un orchestre d'orphéon au grand complet qui donne un concert ambulant depuis une lente et paisible péniche hollandaise. Les moteurs (identiques) sont japonais : des Yamaha 4 cylindres 2 temps en V de 140 CV.
La très longue série des James Bond (dans laquelle une ou plusieurs courses poursuite automobiles figurent à chaque épisode) a abondamment utilisé la variante nautique de cet exercice quasi-obligé. On peut citer par exemple Vivre et laisser mourir avec des scènes de poursuite en hors-bord sur les bayous de Louisiane. À cette occasion la firme américaine Glastron avait fourni pas moins de 25 coques dont la plupart furent détruites lors des cascades du tournage. Le runabout Glastron piloté par Roger Moore, qui accomplit un saut en longueur par-dessus la voiture de patrouille du très rural Sheriff JW Pepper (Clifton James, qu'on reverra dans un autre épisode de la saga, L'homme au pistolet d'or, tourné en Thaïlande) est propulsé par un Evinrude 4 cylindres en V de 135 CV.
L'Homme au pistolet d'or inclut aussi une poursuite motonautique, mais, exotisme oblige, elle s'accomplit sur les canaux de Bangkok avec des embarcations traditionnelles thaïlandaises (long tail boats, littéralement bateaux longue queue) propulsées par des moteurs de voitures modifiés pour l'usage nautique (adaptation d'un arbre oblique à la façon de l'antique Motogodille française de la belle époque).
Un autre épisode de la saga Bond Le Monde ne suffit pas (1999) corse le genre : Bond (incarné cette fois par Pierce Brosnan) pourchasse une inquiétante espionne - tueuse à gages vêtue de cuir rouge qui pilote avec talent un gros cabin-cruiser Sunseeker lourdement armé (mitrailleuses et lance-roquettes, entre autres). L'embarcation de Bond est une création de l'armurier inventeur "Q" (Desmond Llewelyn), dont c'est la dernière apparition avant sa "retraite". Propulsé par un moteur de 350 Cv entraînant un hydrojet (comme sur un jet-ski), équipé de boosters (fusées d'appoint), de tubes lances torpilles et d'une multitude de gadgets, dont un système de géolocalisation dernier cri, le runabout noir de James Bond se fait brièvement sous-marin pour plonger sous un obstacle à fleur d'eau.
Dans un genre plus « Rétro », Indiana Jones et la Dernière Croisade (situé dans les années 1930) utilise des canots automobiles classiques en acajou verni produits par la firme Hacker. Une originalité : l'un de ces canots finit lentement débité en allumettes par l'hélice d'un cargo, tournant à fleur d'eau, pendant qu'Harrison Ford se bat avec un tueur ottoman coiffé d'un fez.